# Enydra sessilis
Enydra sessilis es una especie de planta fanerógama perteneciente a la familia de las asteráceas. Es originaria de Madagascar donde se encuentra en la Provincia de Toamasina, también aparece en el Nuevo Mundo.

## Taxonomía
Enydra sessilis fue descrita por (Sw.) DC.  y publicado en Prodromus Systematis Naturalis Regni Vegetabilis 5: 637. 1836.
Sinonimia
- Eclipta sessilis Sw.
- Meyera sessilis (Sw.) Sw.[3]